# Paralabidochromis victoriae
Paralabidochromis victoriae és una espècie de peix de la família dels cíclids i de l'ordre dels perciformes.

## Morfologia
- Els mascles poden assolir 7,6 cm de longitud total.[1][2]

## Hàbitat
Viu en zones de clima tropical.

## Distribució geogràfica
Es troba a Àfrica: llac Victòria.

## Estat de conservació
Es troba en perill d'extinció.